# Base-Jumping

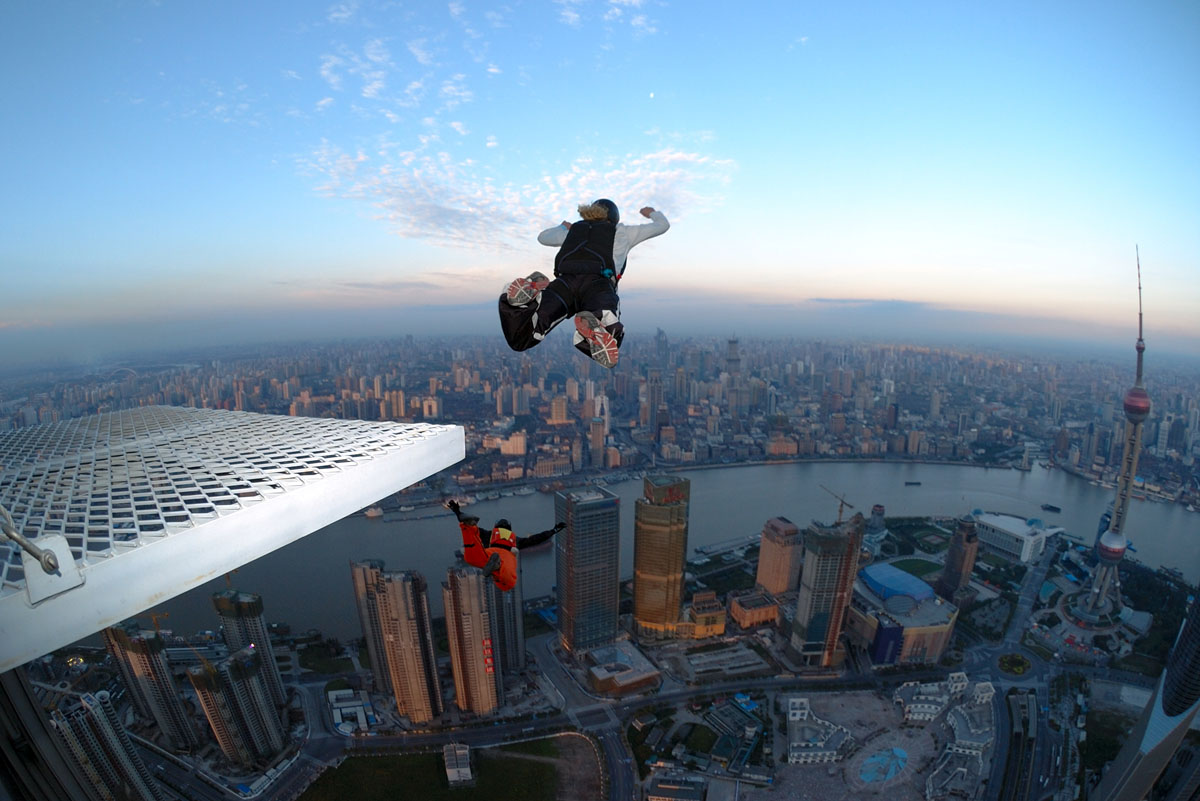
Base-Jumper beim Sprung von einem Gebäude in Shanghai

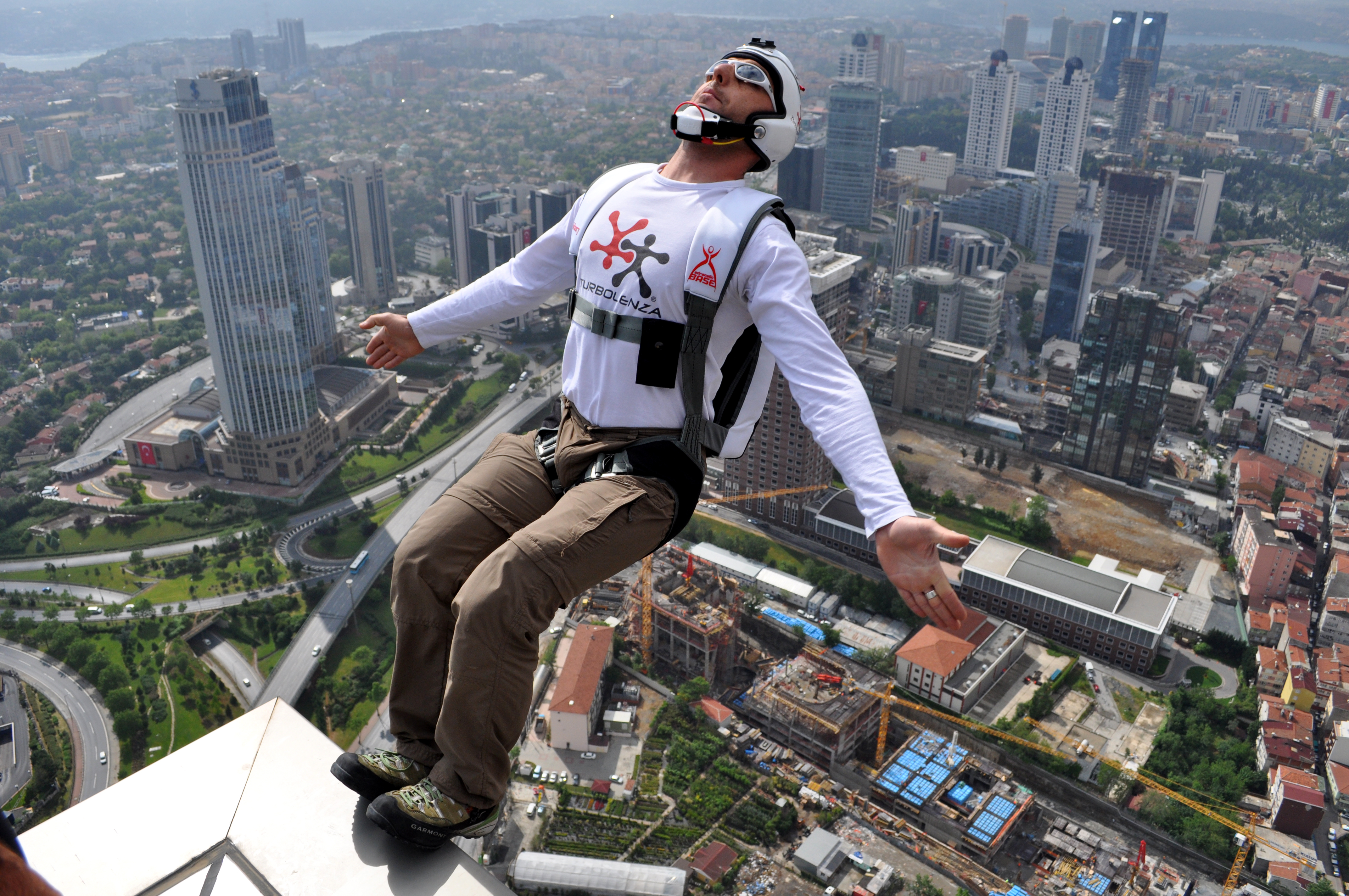
Base-Jumping vom Istanbul Sapphire

Base-Jumping, auch BASE oder B.A.S.E. jumping geschrieben, Objektsprung oder Objektspringen, ist das Fallschirmspringen von festen Objekten. Der erste Wortteil gilt üblicherweise als Akronym für:
- B: building, Gebäude,
- A: antenna, Sendemast,
- S: span, Brücke und
- E: earth, Erdboden (natürliche Erhebungen wie Felswände, Klippen etc.).

Andererseits übersetzt man engl. base mit Unterlage und jump mit Sprung.
Personen, die diese Sportart ausüben, werden Basejumper oder Objektspringer genannt.
Eine Sonderform des Base-Jumping ist das Abspringen von Objekten mit Flügelanzügen, sogenannten Wingsuits.

## Unterschiede zum Fallschirmspringen
1. Objektsprungsysteme sind speziell für diese Sportart angefertigt. Die Schirme sind große, speziell verstärkte und modifizierte Siebenzeller. Je nach Sprunghöhe und Fallzeiten werden auch Packung und Zusammenstellung der Einzelkomponenten (beispielsweise Hilfsschirm) individuell kombiniert.
2. Bei niedrigen Sprunghöhen hat der Springer den Hilfsschirm zum Öffnen des Schirms (deploy) schon beim Absprung in der Hand. Bei sehr niedrigen Absprunghöhen werden verschiedene Auslösearten für eine besonders schnelle Öffnung des Schirms verwendet.
3. Der Objektspringer trägt keinen Reservefallschirm, da dieser sich im Notfall nicht rechtzeitig öffnen könnte.

## Rechtliche Situation

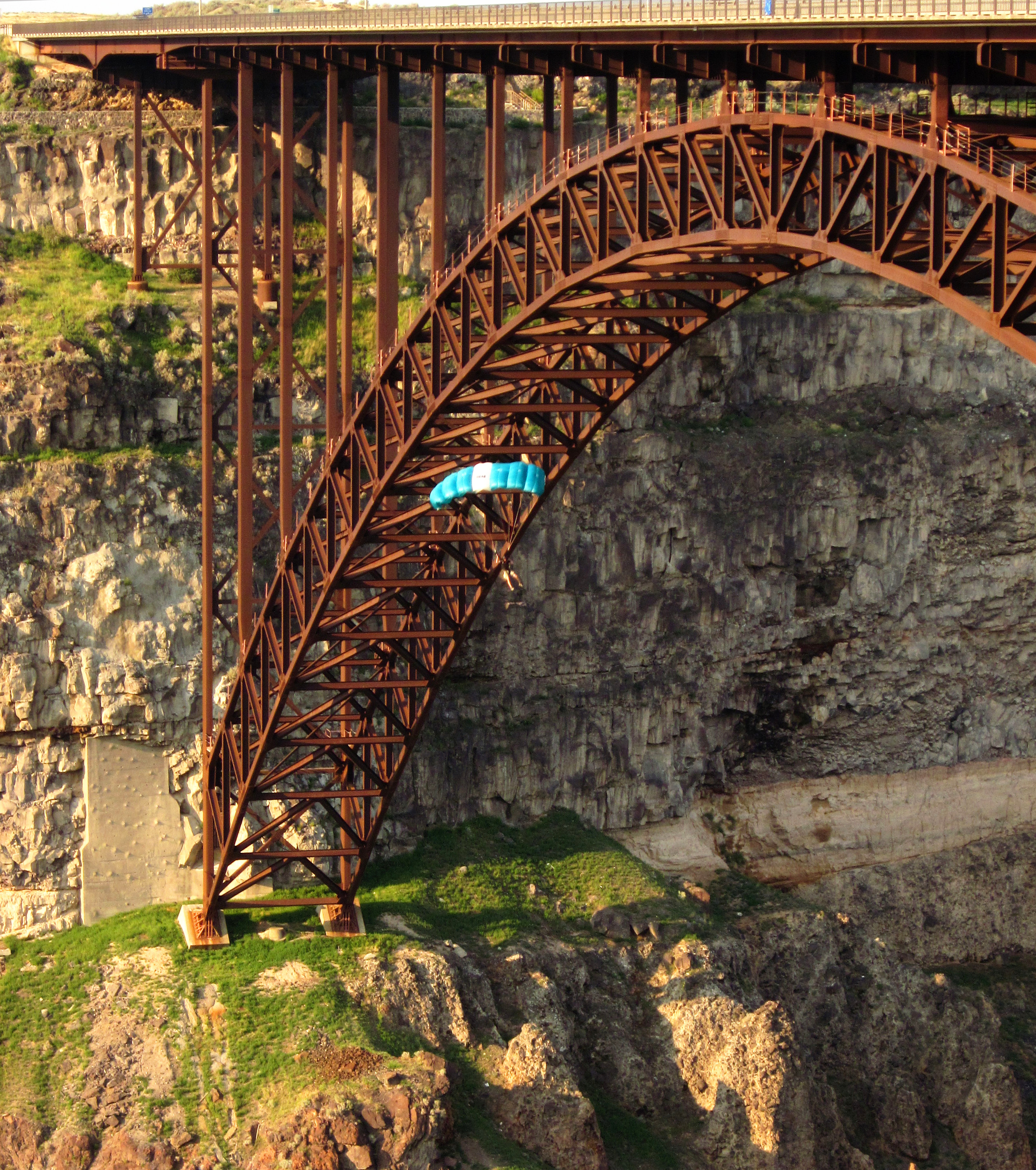
Sprung von der Perrine Bridge über den Snake River in Idaho

Objektspringen wird in diversen Ländern in rechtlicher Hinsicht unterschiedlich behandelt. In vielen Ländern ist das Springen ohne eine staatliche Genehmigung, die einzeln zu beantragen ist, verboten. In Dubai werden beispielsweise Strafen bis hin zur Ausweisung von Touristen verhängt. In anderen Ländern wird es toleriert. Dagegen kann man in der Schweiz (Lauterbrunnen), Italien, Frankreich (Chamonix) oder Norwegen bestimmte spots ohne Genehmigungsverfahren nutzen. Bei Sprüngen von Objekten in Privatbesitz ist jedenfalls das Hausrecht zu beachten.
In den USA sind Objektsprünge meist aus versicherungsrechtlichen Gründen verboten. Auch ist der US-amerikanische Staat bei Sprüngen in seinen Nationalparks sehr sensibel und verfolgt ungenehmigt anwesende Springer. Um drohenden Strafen, die von hohen Geldstrafen bis zu mehreren Monaten Gefängnis reichen können, zu entgehen, springen viele Basejumper in den Nationalparks in den sehr frühen Morgenstunden oder kurz vor dem Einbruch der Dunkelheit, um den Parkrangern zu entgehen. Sie erhöhen damit das Unfallrisiko durch das schlechte Licht erheblich, wie Extremsportler nach dem Tod von Dean Potter feststellten, der bei einem Wingsuit-Sprung zu einer dieser Zeiten im Yosemite-Nationalpark tödlich verunglückte. Erwähnenswerte Ausnahmen in den USA, wo Sprünge erlaubt sind, sind die Brücken Perrine Bridge in Twin Falls am Snake River in Idaho und, immer am dritten Samstag im Oktober („Bridge Day“), die New River Gorge Bridge in Fayetteville, West Virginia.

## Geschichte
Bis in die 1980er Jahre gab es nur vereinzelt Menschen, die mit „normaler“ Fallschirm-Ausrüstung von festen Objekten sprangen. Zu den ersten „Objektspringern“ gehörten Carl Boenish und seine Frau Jean Boenish, die bereits alle vier Sprungarten (Brücken, Antennen, Felsen und Hochhäuser) ausführten.
Marco Polo berichtet in seinen Reisebüchern über chinesische Artisten, die sich mit schirmartigen Gebilden aus Seide von Türmen stürzten und sicher landeten.
- 1912: Der Österreicher Franz Reichelt sprang vom Eiffelturm mit einem selbstgefertigten Vorläufer heute gebräuchlicher Wingsuits in den Tod.
- 1963: Hartmut Huber aus München sprang insgesamt fünf Mal mit einem bereits vor dem Absprung von Passanten offen gehaltenen Rundkappenfallschirm T-10R von der 68 m hohen Mangfallbrücke. Dies ist der erste überlebte Objekt-Sprung weltweit.
- 1965: Erich Felbermayr, Dentist aus Wels, sprang von einer Felswand der Kleinen Zinne in den Dolomiten.[2]
- 1966: Wolf Weitzenböck sprang von einer weiteren Felswand in den Dolomiten.
- 1966: Michael Pelkey und Brian Lee Schubert sprangen vom El Capitan, einer Felswand im Yosemite-Nationalpark.
- 1970: Berthold Rubin aus Köln sprang von der 190 m hohen Europabrücke bei Innsbruck.
- 1975: Owen Quinn sprang vom früheren World Trade Center in New York City.
- 1976: Rick Sylvester sprang vom Mount Asgard rund 1100 Meter tief für den Vorspann des James-Bond-Filmes Der Spion, der mich liebte und machte damit Base-Jumps einem breiten Publikum bekannt.
- 1981 prägten Phil Smith, Phil Mayfield, Jean und Carl Boenish die Bezeichnung base aus building (Gebäude), antenna (Sendemast), span (Brücke) und earth (Felsen).
- 1981: Phil Smith und Phil Mayfield waren bei vier gemeinsamen Absprüngen die ersten Fallschirmspringer der Welt, die alle vier Objektkategorien gesprungen sind.
- 1982: Klaus Heller aus München absolvierte von der 185 m hohen Kochertalbrücke den ersten als solchen definierten BASE-Sprung in Deutschland.
- 1984: Rainer Nowak (Pseudonym: Raykawon) sprang als Erster vom Olympiaturm in München. Etwa zur gleichen Zeit wurden BASE-Sprünge aus Trollveggen in Norwegen gemeldet.
- Am oder kurz vor dem 28. November 2017 gelang Frederic Fugen und Vincent Reffet (beide, aka: Team Soulflyers) nach Absprung von der 4.158 m hohen Jungfrau in der Schweiz erstmals – nach Absprung von einem Berg – die Landung im Laderaum eines Flugzeugs, einer langsam mit etwa ebenfalls 135 km/h abwärts fliegenden Pilatus Porter, durch Einfliegen durch die seitliche Laderaumtür. Projektname: A Door in the Sky.[3][4]

## Spektakuläre Sprünge
- 1990 sprang Russell Powell, ein ehemaliger Royal Marine, von der Whispering Gallery der St Paul’s Cathedral in London aus einer Höhe von 102 Fuß (etwa 31,1 m) den bis dahin niedrigsten Sprung innerhalb eines Gebäudes.[5] Er entkam unerkannt mit einem bereitstehenden Auto und konnte nach Veröffentlichung seiner Identität (durch einen Eintrag in das Guinness-Buch der Rekorde) nicht durch die Polizei belangt werden, da seine Tat bereits verjährt war.
- Am 2. August 1991 sprang der Journalist Alfred Waibel bei der Karrenseilbahn unter notarieller Aufsicht aus einer der Seilbahnkabinen, 72 Meter über den Baumwipfeln, in ca. 860 m Seehöhe ab.
- Am 1. Dezember 1999 sprang der österreichische Basejumper Felix Baumgartner vom rechten Arm der Christusstatue auf dem Corcovado in Rio de Janeiro aus mit dem Fallschirm ab. Zuvor hatte er sich auf dem Gelände einschließen lassen, dann kletterte er an einem mit einer Armbrust übergeschossenen Seil hinauf.
- Im Juli 2004 sprangen gleichzeitig 30 Springer vom Fernsehturm Ostankino in Moskau und setzten so eine neue Rekordmarke für den größten gelungenen Simultanabsprung von einem festen Objekt.
- Am 31. Januar 2005 stürzten sich zehn Springer des „Vereins Deutscher Objektspringer“ gleichzeitig aus der Kuppel der größten freitragenden Halle der Welt, dem Tropical Island Resort in Briesen-Brand bei Berlin. Damit erreichten sie einen Eintrag in das Guinness-Buch der Rekorde für den größten simultanen Sprung innerhalb eines Gebäudes. Die Absprunghöhe in dem Gebäude betrug 107 Meter.
- Im Oktober 2005 sprang der Amerikaner Miles Daisher in 24 Stunden insgesamt 57-mal von der Perrine Bridge in Idaho. Die für Basejumping freigegebene Brücke liegt über dem Snake River und bot die Ausgangsplattform für das Vorhaben. Er lief nach jedem Sprung die etwa 140 Meter Höhenunterschied zurück.
- Zum Jahreswechsel 2005/2006 sprang der Australier Gary Cunningham in 24 Stunden 133-mal von den Petronas Towers in Kuala Lumpur. Cunningham beendete die 24 Stunden mit seinen Packern und Helfern bei einem gemeinsamen Sprung als Abschluss. Er gehört mit über 1100 Objektsprüngen zu den erfahrensten Springern weltweit.[6]
- Im Juni 2006 sprang das australische Paar Glenn Singleman und Heather Swan vom mehr als 6600 Meter hohen Meru Peak in Indien. Damit hatten sie nach eigenen Angaben einen neuen Rekord aufgestellt. Für den rund zweiminütigen Sprung hatten sie zuvor in 22 Tagen den Meru Peak erklommen.[7]
- 2007 sprang der Belgier Johan Vervoort von einem Turm aus nur 22 Meter Höhe. Dies dürfte die geringste „sicher“ gesprungene Höhe sein, bei der sich der Fallschirm noch öffnete.
- Am 11. Dezember 2007 sprang Felix Baumgartner als erster Mensch vom damals höchsten Gebäude der Welt, dem Taipei 101 (508 m, Höhe bis zum Dach 448 m) in Taipeh.
- Im November 2008 sprangen die zwei Franzosen Fred Fugen und Vincent Reffet vom im Bau befindlichen Burj Dubai (nunmehr Burj Khalifa); vermutet wird eine Absprungebene in 600 Meter Höhe.[8]
- Bereits einen Tag nach Eröffnung sprangen zwei Emiratis am 5. Januar 2010 legal vom Burj Khalifa, dem mit 828 Meter höchsten Gebäude der Welt. Absprunghöhe war die 160. Etage in 672 Meter über Grund.[8][9]
- 2011 lief Jojo Rose über ein in beiden Richtungen etwa waagrecht gestelltes 35 m langes Rotorblatt eines Windkraftwerks (Vestas V80) und sprang nahe der Blattspitze von der Hinterkante aus 95 m Höhe ab.
- Am 5. Mai 2013 sprang der Russe Waleri Rosow vom Pfeilerkopf in der Südwand des Changtse gegenüber der Nordwand des Mount Everest aus einer Höhe von 7220 m. Mit einem speziell für die niedrige Luftdichte entwickelten Wingsuit fiel und flog er hinunter bis zum mehr als 1000 Meter tiefer gelegenen Rongpu-Gletscher, landete per Fallschirm und erzielte damit den Weltrekord für den Base-Jump aus der größten Höhe.[10]
- Am 17. August 2013 sprangen zwei Basejumper mit beim Notausgang hineingeschmuggelter Ausrüstung vom Geländer des Aussichtsturms am Pyramidenkogel, Kärnten und entkamen unerkannt. Einer von ihnen, ein Tischler aus dem Burgenland, trat in einem anonymen Interview für die Akzeptanz von Basejumping als Sport ein.[11]
- Jürgen Mühling (aka Mahle) sprang in Portugal in einer Höhle – auf Sand – die geringe Höhe von 26,80 m.[12]
- Mathias Neuherz aus Fürstenfeld, A (26) flog 2023 mit einem Wingsuit an der Christusstatue in Rio de Janeiro vorbei und dokumentierte den Flug mit einer 360°-Panoramakamera[13]

## Todesfälle
- Zwischen 1981 und 2025 starben 504 Personen[14] (Stand: 28. Januar 2025) an den Folgen eines Objektsprungs.[15] Davon entfällt rund jeder siebte Todesfall[16] auf das Lauterbrunnental in der Schweiz. In diesem bei Basejumpern sehr beliebten Tal (pro Saison werden zwischen 15.000 und 20.000 Absprünge gezählt) verloren bereits 70 Springer (Stand: 28. Januar 2025) ihr Leben,[16] was immer wieder Diskussionen über ein Verbot auslöst.[17]
- Am 9. Juni 1999 ertrank der US-Amerikaner Frank Gambalie nach einem illegalen Sprung von El Capitan im Merced River. Bei einer vier Monate danach abgehaltenen Protestaktion unter anderem gegen das strenge Vorgehen der Yosemite-Nationalpark-Ranger, vor denen Gambalie geflüchtet war, verunglückte die 60-jährige Stuntfrau Jan Davis bei einem Sprung von El Capitan.[18]
- Im Juni 2000 starb der britische Stuntman und Schauspieler Terry Forrestal an den Folgen eines Base-Jumping-Unfalls am Kjerag-Felsplateau in Norwegen.[19]
- Am 26. März 2009 starb der kanadisch-US-amerikanische Extremskifahrer Shane McConkey bei einem missglückten Ski-Basejump am Sass Pordoi in den italienischen Dolomiten.
- Am 11. November 2009 verunglückte der Schweizer Basejumper Ueli Gegenschatz bei einem Sprung vom Sunrise Tower in Zürich und erlag zwei Tage später seinen Verletzungen.
- Am 6. Juni 2014 starb der spanische Fernsehkoch Darío Barrio bei einem Sprung in Segura de la Sierra (Provinz Jaén).
- Am 16. Mai 2015 starben der amerikanische Extremsportler Dean Potter und sein Kletterpartner Graham Hunt bei einem Flug mit einem Wingsuit im Yosemite National Park.
- Am 17. August 2016 verunglückten bei Lauterbrunnen zwei Basejumper tödlich, indem sie an verschiedenen Stellen an eine Felswand prallten. Einer von ihnen, der Südtiroler Uli Emanuele (1985–2016), wurde bekannt durch einen Wingsuit-Flug durch ein nur 2,8 Meter breites Loch in einem Felsen.[20]
- Am 11. November 2017 kam der erfahrene russische Extremsportler Waleri Rosow an der Ama Dablam in Nepal bei einem Sprung aus einer Höhe von 6812 m ums Leben.[21]

## Filme und Literatur
- Die Basejumper von Lauterbrunnen, Doku, SF Schweiz 2007, Einblicke in das Leben der Springer[22]
- Im Dokumentarfilm Freifall (Schweiz 2014) von Mirjam von Arx wird eine Liebesgeschichte der Autorin mit einem Basejumper erzählt.[23]
- Der Tatort: Schwerelos (WDR 2015) machte Base-Jumping als Sport und metaphorisches „Abbild unserer modernen Leistungsgesellschaft“ zum Thema für das Hauptabendprogramm im ARD-Fernsehen.[24]
- Wingmen, Doku 2015, Xtreme Video[25]
- Ikarus – Der Traum vom Fliegen, Doku, SF Schweiz 2016, von Alain Godet, SF Schweiz 2007[26]
- Base, Spielfilm 2017, Regie: Richard Parry[27]
- Basejumperin Géraldine Fasnacht - zwischen Geschwindigkeitsrausch und Familie, Doku 2023, Spiegel Serie Extremsort 2. Teil,[28]
- Im Comic Phantom: Die verschwundenen Base Jumper (Bad Dürkheim 2024, Zack Edition) von Bernd Frenz und Janusz Ordon geht der Superheld Phantom dem Verschwinden mehrerer Sportler und einem Überfall nach.